# Ямйолки-Ґодзеби
Ямйо́лки-Ґодзе́би (пол. Jamiołki-Godzieby) — село в Польщі, у гміні Соколи Високомазовецького повіту Підляського воєводства.
Населення — 61 особа (2011).
У 1975—1998 роках село належало до Ломжинського воєводства.

## Демографія
Демографічна структура станом на 31 березня 2011 року:
|          | Загалом | Допрацездатний вік | Працездатний вік | Постпрацездатний вік |
| -------- | ------- | ------------------ | ---------------- | -------------------- |
| Чоловіки | 31      | 1                  | 22               | 8                    |
| Жінки    | 30      | 7                  | 18               | 5                    |
| Разом    | 61      | 8                  | 40               | 13                   |